# Dattenhausen (Ziertheim)
Dattenhausen ist ein Gemeindeteil von Ziertheim im schwäbischen Landkreis Dillingen an der Donau in Bayern.

## Lage
Das Pfarrdorf liegt einen Kilometer nordwestlich von Ziertheim am rechten Hang des Egautales. Die Gemarkung des Ortes grenzt im Nordwesten an Baden-Württemberg, der höchste Punkt liegt auf 464 Meter.
Seit dem Jahr 2001 wird Dattenhausen von der Ortsumgehung, der Staatsstraße 2033, nördlich und östlich umgangen.
Der südwestliche Bereich der Dattenhauser Gemarkung hat Anteil am Dattenhauser Ried, dem größten Niedermoor der Schwäbischen Alb.

## Geschichte
Auf dem Gebiet von Dattenhausen wurden Funde aus der Mittelsteinzeit, der Kelten- und der Römerzeit gemacht. Der Ortsname wurde erstmals um 1140 als „Tatenhusen“ überliefert. Anfang des 12. Jahrhunderts waren die Herren von Fronhofen im Ort begütert. Um 1140 schenkten sie ihre Besitzungen dem Kloster Berchtesgaden. Die Vogteirechte der klösterlichen Güter in Dattenhausen und Umgebung übten im ausgehenden 13. Jahrhundert die Herren von Katzenstein aus, die um 1297 auch das Kirchenpatronat der Pfarrkirche in Dattenhausen hatten. Die Herren von Hürnheim lösten die Katzensteiner um 1300 ab. Unter Hermann von Hürnheim, genannt von Katzenstein, wurde um 1330 Dattenhausen von Kaiser Ludwig dem Bayer zur Stadt erhoben. In der Folgezeit wurde eine Stadtbefestigung mit Graben und Wallmauern errichtet. Die Herren von Rammingen kauften nach 1392 die Herrschaft. Diese kam durch Heirat 1471 an Wilhelm von Rechberg von Hohenrechberg, der sie 1500 an den Herzog Georg von Bayern-Landsberg verkaufte. Über das neu gebildete Fürstentum Pfalz-Neuburg, das die Herrschaft am 30. Juli 1505 durch den Kölner Schiedsspruch am Ende des Landshuter Erbfolgekrieges erhielt, kam Dattenhausen an Bayern.
1579 wird erstmals ein Schulmeister namentlich erwähnt. Bis ins Jahr 1978 gab es in Dattenhausen eine Grundschule, seitdem fahren die Schüler in das 5 km entfernte Wittislingen.
1803 wurde Dattenhausen dem Landgericht Höchstädt und 1809 dem Landgericht Lauingen zugeteilt, das 1862 im Bezirksamt und späteren Landkreis Dillingen aufging. Die heutige Gemeinde Ziertheim wurde im Zuge der Gemeindegebietsreform am 1. Mai 1978 aus den bis dahin selbständigen Gemeinden Dattenhausen, Reistingen und Ziertheim gebildet.
Von 2000 bis 2004 wurde der ehemalige Zehntstadel von der Dorfgemeinschaft saniert und dient heute als Vereinsheim und Veranstaltungsort.

### Einwohnerentwicklung
- 1840: 398 Einwohner
- 1961: 390 Einwohner[2]
- 1970: 381 Einwohner[2]
- 1980: 278 Einwohner
- 2000: 312 Einwohner

## Religionen
Dattenhausen war Sitz einer alten Pfarrei, was sich auch im Kirchenpatrozinium St. Martin ausdrückt. 1560 wurde die Pfarrei Dattenhausen mit der Pfarrei Ziertheim vereinigt. Die heutige Filialkirche St. Martin wurde 1701 errichtet, lediglich der Unterbau des Turmes stammt aus der romanischen Vorgängerkirche.

## Baudenkmäler
Siehe: Liste der Baudenkmäler in Dattenhausen

## Bodendenkmäler
Siehe: Liste der Bodendenkmäler in Ziertheim

## Persönlichkeiten
- Joseph Johann Wagner (geb. 1813 in Dattenhausen) war Landwirt und Mitglied des Deutschen Reichstags.
- Johann Evangelist Wagner, der Gründer der Regens-Wagner-Stiftungen, wurde am 5. Dezember 1807 „beim Egaubaur“ (heute Hauptstraße 3) geboren.
- Dominikus Hertel (* 4. September 1867 in Dattenhausen; † 25. Dezember 1956 in Memmingen) von 1896 bis 1923 Lehrer in Boos, von 1902 bis 1922 Lehrer an der Lehrsennerei Boos und ab 1923 Bezirksschulrat in Memmingen. 1921 in Boos zum Ehrenbürger ernannt und ab 1975 Widmung der Grundschule nach ihm.[3][4]